# Цвинтар Кросвейк
«Кросвейк» (нід. Crooswijk) — цвинтар, розташований у нідерландському місті Роттердамі на лівому березі річки Ротте. Офіційно був відкритий у липні 1832 року. Сюди також були перенесені деякі поховання зі давніших цвинтарів. Місце поховання голови Проводу Організації Українських Націоналістів Євгена Коновальця.
«Кросвейк» став місцем поховання для багатьох видатних людей Нідерландів, зокрема політиків, митців і військових.

## Могила Євгена Коновальця

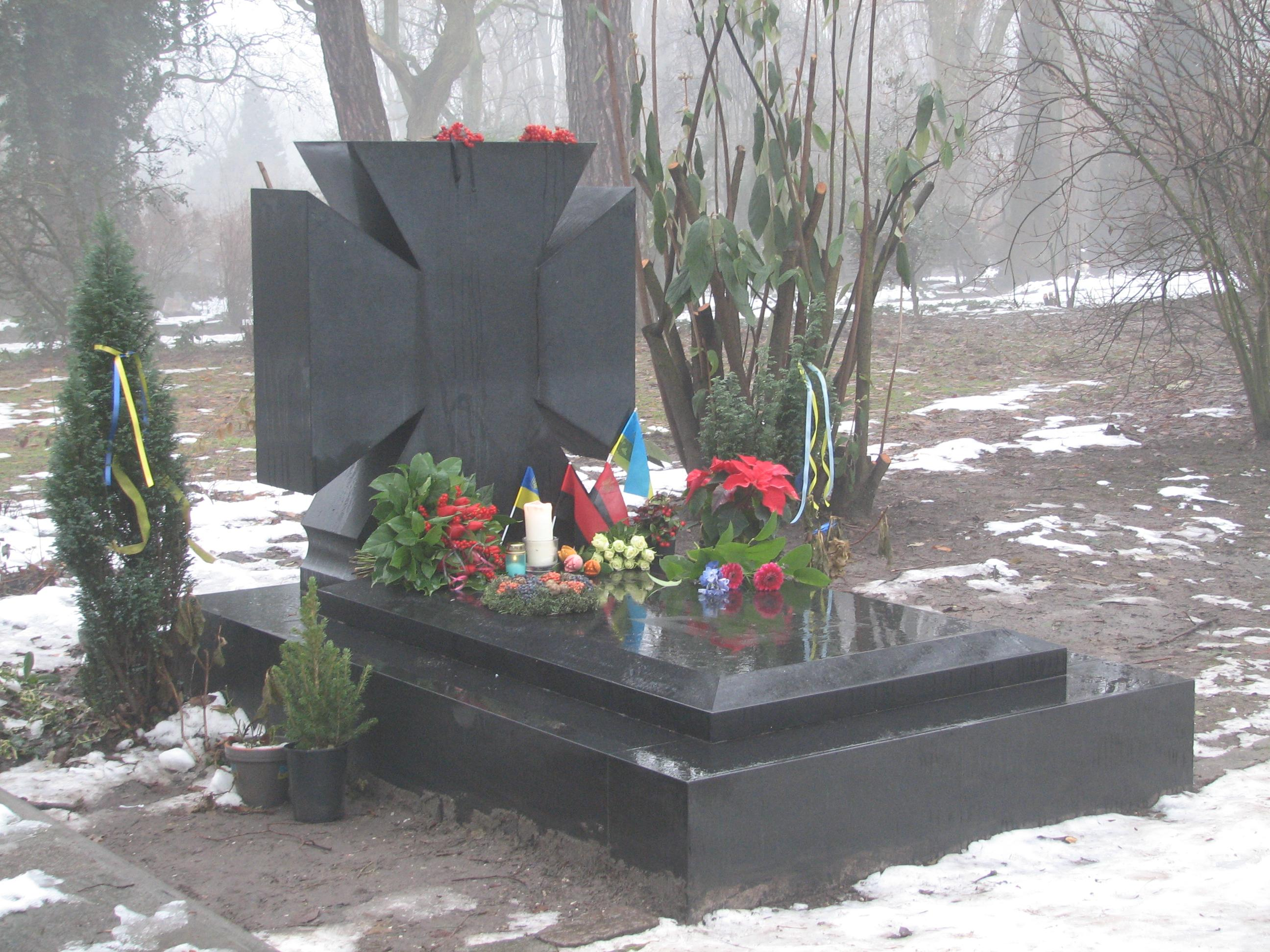
Могила Євгена Коновальця на цвинтарі «Кросвейк»

На цвинтарі «Кросвейк» — могила колишнього команданта Січових Стрільців та Української Військової Організації, голови Проводу Організації Українських Націоналістів Євгена Коновальця. Поховання знаходиться праворуч від центрального входу на краю цвинтаря з видом на річку (GPS 51.939418 4.494519, ряд Vak Z, Rooms-Katholiek).
Похорон Євгена Коновальця відбувся 28 травня 1938 року. В церемонії взяла участь невелика кількість побратимів та консул Литви у Нідерландах (керівник ОУН отримав на еміграції литовське громадянство). Похоронний обряд здійснив місцевий нідерландський католицький священик. Він був похований у цинковій труні, щоб після здобуття Україною незалежності перенести в рідну землю.

## Відомі особистості, які поховані на кладовищі
П'єр Бейль, французький філософ